# 明和産業
明和産業株式会社（めいわさんぎょう、英: Meiwa Corporation）は、化学産業をはじめとしたさまざまな業界と接点を有し、幅広い分野で事業を展開する三菱グループの商社である。

## 概要
第二次世界大戦後の1947年、GHQにより行われた財閥解体に伴う旧三菱商事への解散命令により、同社の化工品、資材等の従業員等が設立した商社。
1959年の三商株式会社との合併、1962年の中国貿易友好商社指定等を経て、対社会主義国取引を主力とする貿易商社に成長した。1973年に東証第二部に上場した後、1975年に第一部に昇格、2022年にプライムに上場している。
その後、日中国交正常化などの社会変化に伴い、取引相手国の絞り込みや事業領域の見直しを経て、現在、中国の現地法人は中国全土に20ヶ所を超える営業拠点と30ヶ所を超える物流拠点を展開する他、ベトナムに現地法人、タイに現地法人2社、インドネシアに現地法人、韓国に駐在員事務所を置き、電池材料、資源・環境関連、樹脂・難燃剤、石油製品、高機能素材、機能建材を取り扱う商社である。国内の子会社は、十全株式会社、東京グラスロン株式会社、ソーケン株式会社などがあり、グループ関連会社を含め、化学品、合成樹脂、建築資材の商事会社、メーカーが主である。

## 拠点

### 本店
- 東京都千代田区丸の内3-3-1新東京ビル

### 支店
- 大阪府大阪市中央区今橋4-4-7 京阪神淀屋橋ビル
- 愛知県名古屋市中村区名駅4-5-28 桜通豊田ビル

### 営業所
- 福岡県福岡市博多区博多駅前1-4-4 JPR博多ビル(2024年3月31日閉鎖)

### 海外駐在員事務所
- 中国（北京）
- 韓国（ソウル）

## 主要子会社

### 国内
- 十全株式会社
- 東京グラスロン株式会社
- ソーケン株式会社

### 海外
- 明和産業（上海）有限公司
- Meiwa Vietnam CO.,LTD
- Meiwa (Thailand) CO.,LTD
- PT.Meiwa Trading Indonesia